# منتخب ساموا الأمريكية تحت 17 سنة لكرة القدم
منتخب ساموا الأمريكية تحت 17 سنة لكرة القدم (بالإنجليزية: American Samoa national under-17 football team)‏ هو ممثل ساموا الأمريكية الرسمي في المنافسات الدولية في كرة القدم في فئة كرة قدم تحت 17 سنة للرجال، يديريه اتحاد ساموا الأمريكية لكرة القدم.